# Bibliotheekblad
Bibliotheekblad is een vakblad voor de bibliotheeksector in Nederland en Vlaanderen.  

## Geschiedenis
Bibliotheekblad bestaat sinds 1996. Het is de opvolger van Bibliotheek & Samenleving. Het verschijnt tien keer per jaar en wordt uitgegeven door Uitgeverij IP. Hoofdredacteur is Menno Goosen. Zusterblad van Bibliotheekblad is IP, Vakblad voor Informatieprofessionals.
Bibliotheekblad reikt sinds 2009 jaarlijks de prijs uit voor de Beste Bibliotheek en tevens jaarlijks de prijs voor de Beste Jeugdspecialist (samen met NBD Biblion).

## Winnaars Beste Bibliotheek van Nederland
- 2009 - DOK Delft
- 2010 - Almere/Wassenaar
- 2011 - Bibliotheek Hengelo
- 2012 - Openbare Bibliotheek Amsterdam
- 2013 - Arnhem/Nieuwegein/Laren
- 2015 - Gouda
- 2017 - Bibliotheek School 7 (Den Helder)
- 2018 - Bibliotheek Zwolle
- 2019 - dbieb (Leeuwarden)
- 2020 - LocHal Tilburg
- 2021 - Kerkrade[2]
- 2022- Hoogezand[3]
- 2023-Son en Breugel[4]
- 2024-Deurne